# لیتل باردفیلد
لیتل باردفیلد (به انگلیسی: Little Bardfield) یک روستا و محله مدنی در بریتانیا است که در آتلزفورد واقع شده‌است. لیتل باردفیلد ۲۶۴ نفر جمعیت دارد.